# Benja
Benja (Begna, Benković, Kožičić), zadarska plemićka obitelj čiji se predstavnici spominju u dokumentima od 12. stoljeća. Ubrajala se među najstarije i najuglednije zadarske plemićke obitelji čiji su članovi stoljećima obnašali vodeće dužnosti u gradskoj upravi.

## Etimologija
Konstantin Jiriček prezime izvodi iz osobnog imena Benededikt. Osim prezimena Benja, obitelj se koristila latiniziranim oblikom Begna te prezimenima Benković i Kožičić. Kožičić je patronimik od imena Cosa (Coxa, Koša) koje se često javlja u obitelj do 16. stoljeća.

## Povijest
Obitelj se spominje u popisu zadarskog plemstva iz 1384. godine. U 15. stoljeću istaknuo se humanist Juraj († 1437.), proučavatelj dalmatinskih kamenih natpisa i starih rukopisa. Najznačajniji član obitelj je Šimun Kožičić Benja (o. 1460. – 1536.), modruški biskup.
Godine 1669. dodijeljen im je naslov grofova (conte) od Benković grada, a Austrija im je u 19. stoljeću potvrdila plemstvo.
Obitelj se u 19. stoljeću podijelila u više grana pa potomci obitelji danas žive u Zagrebu, Austriji i Italiji.

## Benja Posedarski
Krajem 18. stoljeća Josip Benja oženio se posljednjom kneginjom Dinkom Posedarskom († 1799.), naslijedivši Posedarje sa svim posjedima. Tako je nastao novi ogranak obitelji koji je svom prezimenu dodao pridjevak Posedarski te u obiteljski grb preuzeo elemente iz grba knezova Posedarskih. Josipov sin Kuzma (1818. – 1885.) bio je autonomaš i zastupnik u Dalmatinskom saboru i Carevinskom vijeću. Ovaj ogranak obitelji izumro je u prvoj polovici 20. stoljeća.